# Parancistrocerus toltecus
Parancistrocerus toltecus är en stekelart som först beskrevs av Henri Saussure 1857.  Parancistrocerus toltecus ingår i släktet Parancistrocerus och familjen Eumenidae. Inga underarter finns listade i Catalogue of Life.